# Leopold von Ranke
Leopold von Ranke (/ˈrɑːŋkə/; tiếng Đức: [ˈʀaŋkə]; 21 tháng 12 năm 1795 - 23 tháng 5 năm 1886) là một nhà sử học người Đức và người sáng lập ra bộ môn lịch sử dựa trên nguồn thông tin. Theo Caroline Hoefferle,"Ranke có lẽ là nhà sử học quan trọng nhất định hình nghề sử học khi nó nổi lên ở châu Âu và Hoa Kỳ trong những năm cuối thế kỷ 19". Ông đã thực hiện phương pháp giảng dạy hội thảo trong lớp học của mình và tập trung vào việc nghiên cứu và phân tích các tài liệu lịch sử lưu trữ. Xây dựng cách thức trên các phương pháp của trường Sử học Göttingen, Ranke thiết lập các tiêu chuẩn cho nhiều tác phẩm sử học sau này, giới thiệu những ý tưởng như sự phụ thuộc vào nguồn chính (chủ nghĩa kinh nghiệm), nhấn mạnh về lịch sử tường thuật và chính trị quốc tế (Außenpolitik).

## Tác phẩm tiêu biểu
- Geschichte der romanischen und germanischen Völker von 1494 bis 1514 ("History of the Romanic and Germanic Peoples from 1494 to 1514", 1824)
- Serbische Revolution ("Serbian Revolution", 1829)
- Fürsten und Völker von Süd-Europa im sechzehnten und siebzehnten Jahrhundert ("Princes and Peoples of Southern Europe in the Sixteenth and Seventeenth Centuries")[10]
- Die römischen Päpste in den letzen vier Jahrhunderten ("The Roman Popes in the Last Four Centuries", 1834–1836)
- Neun Bücher preussischer Geschichte (Memoirs of the House of Brandenburg and History of Prussia, during the Seventeenth and Eighteenth Centuries, 1847–1848)
- Französische Geschichte, vornehmlich im sechzehnten und siebzehnten Jahrhundert (Civil Wars and Monarchy in France, in the Sixteenth and Seventeenth Centuries: A History of France Principally During That Period, 1852–1861)
- Die deutschen Mächte und der Fürstenbund ("The German Powers and the Princes' League", 1871–1872)
- Ursprung und Beginn der Revolutionskriege 1791 und 1792 (Origin and Beginning of the Revolutionary Wars 1791 and 1792, 1875)
- Hardenberg und die Geschichte des preussischen Staates von 1793 bis 1813 (Hardenberg and the History of the Prussian State from 1793 to 1813, 1877)
- Weltgeschichte - Die Römische Republik und ihre Weltherrschaft (World history:  The Roman Republic and Its World Rule, 2 volumes, 1886)

### Bản dịch tiếng Anh
- The Ottoman and the Spanish Empires, in the Sixteenth and Seventeenth Centuries, Whittaker & Co., 1943.
- Memoirs of the House of Brandenburg and History of Prussia During the Seventeenth and Eighteenth Centuries, Vol. 2, Vol. 3, John Murray, 1849.
- Civil Wars and Monarchy in France, in the Sixteenth and Seventeenth Centuries, Richard Bentley, 1852.
- The History of Servia and the Servian Revolution, Henry G. Bohn, 1853.
- History of England Principally in the Seventeenth Century, Volume Two, Volume Three, Volume Four, Volume Five, Volume Six, Oxford: At the Clarendon Press, 1875.[11]
- Universal History: The Oldest Historical Group of Nations and the Greeks, Charles Scribner's Sons, 1884.
- History of the Popes: Their Church and State, Vol. 2, Vol. 3, P. F. Collier & Son, 1901.
- History of the Reformation in Germany, George Routledge & Sons, 1905.
- History of the Latin and Teutonic Nations, 1494-1514, George Bell & Sons, 1909.
- The Secret of World History: Selected Writings on the Art and Science of History, Roger Wines, ed., Fordham University Press, 1981.

## Sách tham khảo
- Boldt, Andreas D.  The Life and Work of the German Historian Leopold von Ranke (1795–1886): An Assessment of His Achievements (Edwin Mellen Press, 2015). 372pp
- Bourne, Edward Gaylord (1896). "Leopold Von Ranke." The Sewanee Review, Vol. 4, No. 4, pp. 385–401.
- Bourne, Edward Gaylord (1901). "Ranke and the Beginning of the Seminary Method in Teaching History." In: Essays in Historical Criticism. New York: Charles Scribner's Sons, pp. 265–274.
- Dalberg-Acton, John Emerich Edward (1907). "German Schools of History." In: Historical Essays and Studies. London: Macmillan & Co.
- Evans, Richard (2000). In Defence of History . London: Granta Books. tr. 256. ISBN 978-1-86207-395-1.
- Farrenkopf, John (1991)."The Challenge of Spenglerian Pessimism to Ranke and Political Realism,"Review of International Studies, Vol. 17, No. 3, pp. 267–284.
- Fitzsimons, M. A. (1980)."Ranke: History as Worship,"The Review of Politics, Vol. 42, No. 4, pp. 533–555.
- Gay, Peter (1974). Style In History. New York: McGraw-Hall. tr. 256. ISBN 0-393-30558-9.
- Geyl, Pieter (1958). Debates with Historians. New York: Meridian. tr. 287.
- Gilbert, Felix (1986)."Leopold von Ranke and the American Philosophical Society,"Proceedings of the American Philosophical Society, Vol. 130, No. 3, pp. 362–366.
- Gilbert, Felix (1987)."Historiography: What Ranke Meant,"The American Scholar, Vol. 56, No. 3, pp. 393–397.
- Gilbert, Felix (1990). History: Politics or Culture? Reflections on Ranke and Burckhardt. Princeton, NJ: Princeton University Press. tr. 109. ISBN 0-691-03163-0.
- Gooch, G.P. (1913). History and Historians in the Nineteenth Century. London: Longman's, Green & Co. tr. 547.
- Green, Anna (1999). The Houses of History: A Critical Reader in Twentieth-Century History and Theory. Troup, Kathleen (eds.). Manchester University Press. tr. 338. ISBN 978-0-7190-5255-2.
- Guilland, Antoine (1915). "Leopold von Ranke." In: Modern Germany and her Historians. New York: McBride, Nast & Company, pp. 68–119.
- Iggers, Georg (1962)."The Image of Ranke in American and German Historical Thought,"History and Theory, Vol. 2, No. 1, pp. 17–40.
- Iggers, Georg (1990). Leopold von Ranke and the Shaping of the Historical Discipline. Powell, J.M. (eds.). Syracuse, NY: Syracuse University Press. tr. 223. ISBN 0-8156-2469-7.
- Krieger, Leonard (1975)."Elements of Early Historicism: Experience, Theory, and History in Ranke,"History and Theory, Vol. 14, No. 4, pp. 1–14.
- Krieger, Leonard (1977). Ranke: The Meaning of History. Chicago, IL: University of Chicago Press. tr. 402. ISBN 0-226-45349-9.
- Laue, Theodore von (1950). Leopold von Ranke, the Formative Years. Princeton, NJ: Princeton University Press. tr. 230.
- Lincoln, John Larkin (1894). "The Historian Leopold von Ranke," In Memorian: John Larkin Lincoln. Boston & New York: Houghton, Mifflin & Company, pp. 568–584.
- Novick, Peter (1988). That Noble Dream: the 'Objectivity' Question and the American Historical Profession. Cambridge: Cambridge University Press. tr. 648. ISBN 0-521-35745-4.
- Price, William (1897). "A Contribution toward a Bibliography of Leopold von Ranke," Annual Report of the American Historical Association, Vol. I, pp. 1265–1274.
- Ranke, Leopold von (1973). Georg Iggers & Konrad von Moltke (biên tập). The Theory and Practice of History. Indianapolis, IN: Bobbs-Merril. tr. 514. ISBN 0-672-51673-X.
- Rüsen, Jörn (1990)."Rhetoric and Aesthetics of History: Leopold von Ranke,"History and Theory, Vol. 29, No. 2, pp. 190–204.
- Schevill, Ferdinand (1952)."Ranke: Rise, Decline, and Persistence of a Reputation,"The Journal of Modern History, Vol. 24, No. 3, pp. 219–234.
- Stern, Fritz, biên tập (1973). The Varieties of History: From Voltaire to the Present (ấn bản thứ 2). New York: Vintage Books. tr. 528. ISBN 0-394-71962-X.
- White, Hayden (1973). Metahistory. Baltimore, MD: Johns Hopkins University Press. tr. 448. ISBN 0-8018-1761-7.